# Brices Creek (Carolina del Norte)
Brices Creek es un lugar designado por el censo ubicado en el condado de Craven en el estado estadounidense de Carolina del Norte. La localidad en el año 2000, tenía una población de 2.060 habitantes en una superficie de 22,1 km², con una densidad poblacional de 100,2 personas por km².

## Geografía
Brices Creek se encuentra ubicado en las coordenadas 35°3′50″N 77°4′39″O / 35.06389, -77.07750. Según la Oficina del Censo, la localidad tiene un área total de 22,1 km² (8,5 mi²), de la cual 20,6 km² (8 mi²) es tierra y 1,5 km² (0,6 mi²) (6.92%) es agua.

### Localidades adyacentes
El siguiente diagrama muestra a las localidades en un radio de 8 kilómetros (5 mi) de Brices Creek.

## Demografía
En el 2000 la renta per cápita promedia del hogar era de $61.182, y el ingreso promedio para una familia era de $65.833. El ingreso per cápita para la localidad era de $22.115. En 2000 los hombres tenían un ingreso per cápita de $51.347 contra $26.554 para las mujeres. Alrededor del 0.90% de la población estaba bajo el umbral de pobreza nacional.